# JAPON (175Rのアルバム)
『JAPON』（ジャポン）は、175Rのメジャー6枚目のオリジナルアルバム（通算7枚目）。

## 収録曲
1. ANTHEM ～Theme of JAPON～
2. Liar Liar
3. new world
4. 愛情メタボ
5. 光の中で
6. Hello
7. リフレイン ～青春馬鹿野郎～ (Album Ver.)
メジャー15thシングルのアルバムバージョン。
8. あなたへ ～to you～
9. とわに とわに (feat.MCU Ver.)
10. fatalism
11. 夢見るロックスター
12. 明日へと向かう今その時
13. あいのおと
14. たとえ明日が来なくても
15. 東京
メジャー16thシングル。
16. anytime
17. 夢で逢えたなら…
メジャー13thシングル。
18. スタートライン
メジャー14thシングル。